# Eugeniusz Klemens Dziewulski

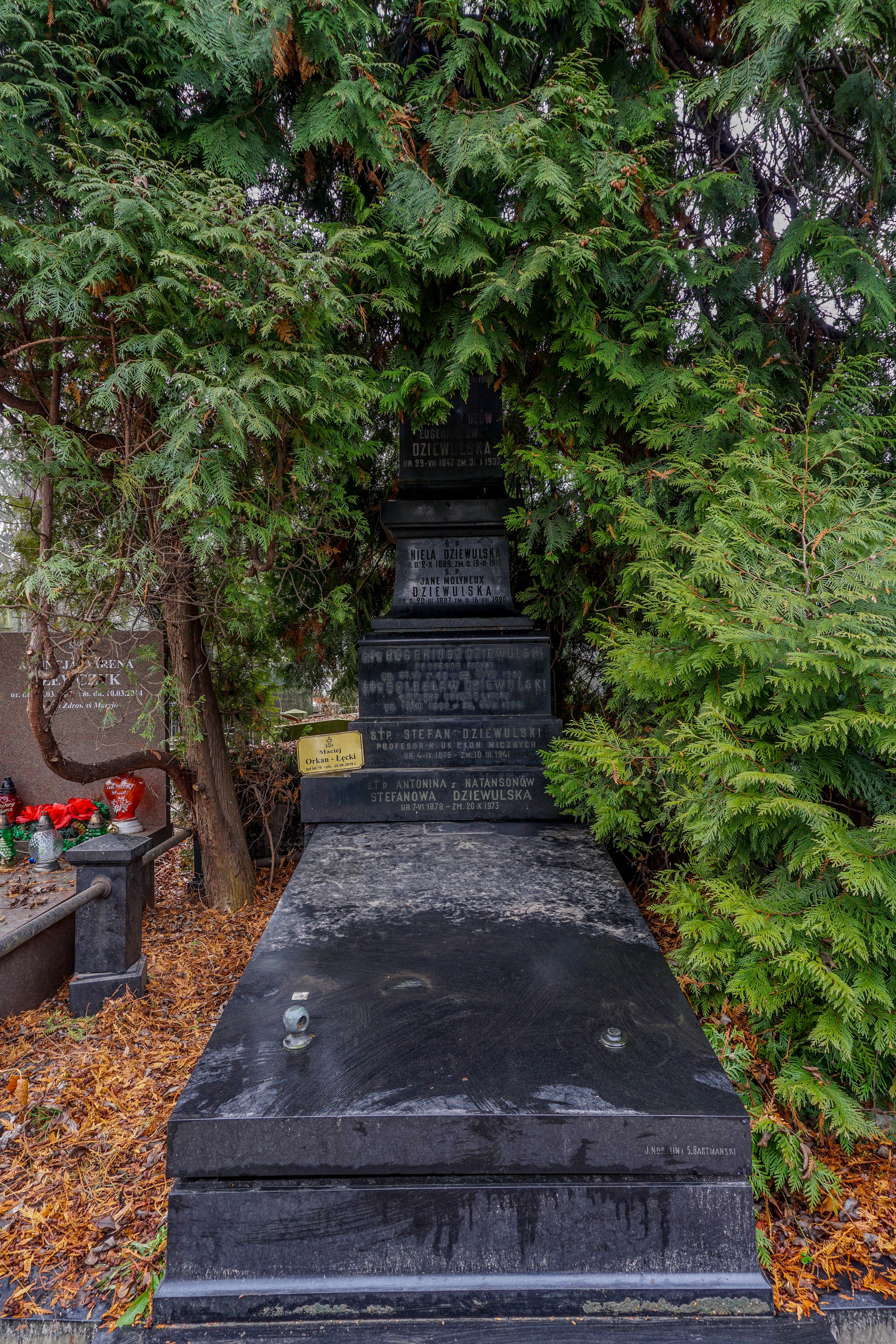
Grób Eugeniusza Klemensa Dziewulskiego na cmentarzu Powązkowskim

Eugeniusz Klemens Dziewulski (ur. 23 listopada 1842 w Siedlcach, zm. 31 sierpnia 1889 w Warszawie) – polski przyrodnik.

## Życiorys
Ukończył gimnazjum w Lublinie, a następnie Wydział Matematyczno-Fizyczny Szkoły Głównej w Warszawie, gdzie pozostał jako pracownik naukowy. Opublikował kilka prac z zakresu przewodnictwa elektrycznego. Zajmował się badaniami polskiej przyrody górskiej, badaniami nachylenia magnetycznego i badaniami fizjograficznymi, znane prace to: Rybie Jezioro w Tatrach polskich, Morskie Oko powyżej Rybiego Jeziora, Pięć Stawów w Dolinie Roztoki, Czarny Staw Gąsienicowy pod Kościelcem. Był inicjatorem i redaktorem „Pamiętnika Fizjograficznego” i „Wszechświata”.
Eugeniusz Dziewulski wraz z małżonką Anielą (z Krauzów) mieszkali w Warszawie przy ul. Podwale 4. Mieli siedmioro dzieci, które wychowywali w atmosferze głębokiego patriotyzmu i pietyzmu dla polskiej nauki, a wśród nich synowie: Stefan – późniejszy ekonomista i prawnik, Władysław – astronom, Wacław – fizyk, przyszli profesorowie szkół wyższych, a także córki: Eugenia – ekonomistka i Maria – artysta grafik.
Spoczął na cmentarzu Powązkowskim w Warszawie (kwatera 35, rząd 1, grób 10/11).

## Publikacje
- Przenoszenie cieczy i cząstek ciał stałych w nich zawieszonych przez strumień elektryczny (1870)
- Telefon, Nachylenie magnetyczne w Warszawie, Czarny Staw Gąsienicowy (1882)
- Zagęszczenie mieszanin wody i alkoholu (1883)